# Швеция на «Евровидении-1963»
Швеция приняла участие в «Евровидении 1963», проходившем в Лондоне, Великобритания. Страну представила Моника Сеттерлунд с песней «En gång i Stockholm», выступившая под номером 13. В этом году впервые не получила ни одного балла, заняв последнее место. Комментатором конкурса от Швеции в этом году стал Йорген Седерберг (Sveriges Radio-TV и SR P1), а глашатаем — Эдвард Мац.
Моника Сеттерлунд выступила в сопровождении оркестра под руководством Вилльяма Линда.

## Национальный отбор
| Номер | Артист 1                                  | Артист 2                                  | Песня                             | Место |
| ----- | ----------------------------------------- | ----------------------------------------- | --------------------------------- | ----- |
| 1     | Гуннар Виклунд                            | Ларс Лонндаль                             | «Vårens flickparad»               | —     |
| 2     | Gerd Söderberg                            | Charlie Norman, Roffe Berg и Hasse Burman | «Hong-Kong-sång»                  | —     |
| 3     | Анн-Луиза Хансон                          | Anna-Lena Löfgren                         | «Säg varför»                      | —     |
| 4     | Charlie Norman, Roffe Berg и Hasse Burman | Gerd Söderberg                            | «Storstadsmelodi»                 | 2-е   |
| 5     | Лили Берглунд                             | Per & Ulf Lindqvist                       | «Rosen och vinden»                | —     |
| 6     | Carli Tornehave                           | Моника Сеттерлунд                         | «En gång i Stockholm»             | 1-е   |
| 7     | Мона Грейн                                | Лили Берглунд                             | «Se'n igår är vi kära»            | —     |
| 8     | Bertil Englund                            | Томми Якобссон                            | «Fröken Eko»                      | —     |
| 9     | Томми Якобссон                            | Гуннар Виклунд                            | «Scheherazade»                    | —     |
| 10    | Ann-Cathrine Widlund                      | Мона Грейн                                | «Jag är så trött på allt det här» | —     |
| 11    | Per & Ulf Lindqvist                       | Анн-Луиза Хансон                          | «Zum zum zum lilla sommarbi»      | —     |
| 12    | Ларс Лонндаль                             | Carli Tornehave                           | «Twist till menuett»              | 3-е   |

Финал национального отбора состоялся 16 февраля 1963 года в Стокгольме. Отбор проходит в формате Melodifestivalen. Каждая из песен была исполнена дважды, сначала одним артистом с большим оркестром, затем другим — с маленьким оркестром. Моника Сеттерлунд уже участвовала в отборе в 1962 году и заняла 2-е место.

## Страны, отдавшие баллы Швеции
Каждая страна присуждала от 1 до 5 баллов пяти наиболее понравившимся песням.
В этом году страна первый и единственный раз получила ноль очков. А также впервые заняла последнее место. В связи с этим, Швеция отказалась от участия в «Евровидении-1964».

## Страны, получившие баллы от Швеции
| 5 баллов | Дания          |
| 4 балла  | Монако         |
| 3 балла  | Австрия        |
| 2 балла  | Великобритания |
| 1 балл   | Швейцария      |